# Cyrano de Bergerac (teatro)
Cyrano de Bergerac es un drama heroico en cinco actos y en verso del poeta y dramaturgo francés Edmond Rostand; fue estrenado en el Teatro de la Porte Saint-Martin el 27 de diciembre de 1897, y está basado en la vida del personaje que le da nombre.
Si bien Rostand se concede ciertas licencias al momento de la concepción de la obra y la dramatización de sus escenas, la mayoría de los personajes que la integran existieron realmente y tuvieron alguna correlación en la vida del Cyrano histórico.
La obra tuvo un gran éxito, y ha sido llevada al cine en varias ocasiones.

## Sinopsis
Cyrano de Bergerac es un soldado poeta, orgulloso y sentimental, pero su mayor defecto es poseer una nariz grande hasta lo ridículo. De hecho, sus compañeros y amistades lo llamaban "Ladrón de Oxígeno". Está enamorado de una mujer hermosa: su prima Roxane; pero, como él es feo, no espera ser correspondido. Roxane, por su parte, está enamorada de Christian de Neuvilette, que es un cadete de soldado. A diferencia de Cyrano, Christian es guapo, pero no posee el ingenio del protagonista.
Cyrano pacta con Christian escribirle cartas de amor a Roxane, pues de esta forma logrará al menos expresarle a su amada sus sentimientos. Roxane, cada vez más impresionada del espíritu de su amor, confiesa a Christian conmovida, que si bien el amor hacia él comenzó por el atractivo físico, ahora era su alma lo que ella amaba. Esto resulta demoledor para Christian y euforizante para Cyrano, ya que ella menciona que le gustaría aunque fuese feo.
Pero Christian y Cyrano tienen que partir a la guerra contra los españoles, en la que Christian muere, y le pide a Cyrano que le cuente la verdad de las cartas a Roxane, pero Cyrano no lo hace y Roxane no sabe todavía del amor de Cyrano. Quince años después de la muerte de Christian, Cyrano, envejecido y canoso por la guerra, va a visitar a Roxane al convento donde se retiró después de la muerte de su amado todos los días exactamente a las 6:00 p. m. ella viste de luto, teniendo la última carta que "escribió" Christian en el pecho. Pero un mal día Cyrano se retrasa pues al pasar caminando le cae un gran trozo de madera rompiéndole el cráneo. Le indican que no se puede mover de la cama, pero Cyrano no hace caso; llega adonde Roxane, se disculpa por el retraso (disimulando su herida de la cabeza con el sombrero) y le cuenta las noticias. Roxane le pide que le lea la última carta de Christian. Cyrano acepta y la lee mientras la noche va cayendo, y de golpe se da cuenta de la verdad, aunque Cyrano la niega una y otra vez. Cyrano comienza a recitar versos mientras se despide de ella y bajo la luz de la luna muere.

## Películas y otras adaptaciones
Cyrano de Bergerac ha sido llevada al cine en varias ocasiones, incluyendo una versión muda de 1900 protagonizada por Benoît-Constant Coquelin, el actor que estrenó el papel en 1897. Las versiones más famosas son probablemente la de 1950, protagonizada por José Ferrer (por la que ganó el Óscar) y la de 1990, protagonizada por Gérard Depardieu (que fue candidato al premio).
Otra adaptación: Roxanne (1987) Director, Fred Schepisi; Guion, Steve Martin (Novela: Edmond Rostand) con Steve Martin, Daryl Hannah, Shelley Duvall, Rick Rossovich, Fred Willard, Max Alexander, Michael J. Pollard
Adaptación moderna del clásico de Edmond Rostand Cyrano de Bergerac. C.D. Bales, el jefe de bomberos de un pequeño pueblo, es un poeta frustrado que no ha tenido suerte ni con la literatura ni con las mujeres. En el caso de las mujeres, el problema es su enorme nariz. A pesar de ello, intenta sin complejos conquistar a Roxanne, una estudiante de astronomía que prepara su tesis. Pero ella se siente atraída por Chris McDonell, un bombero tan guapo como torpe con las palabras.
En 1936 se estrenó Cyrano de Bergerac, una ópera en cuatro actos del compositor italiano Franco Alfano, sobre un libreto de Henri Cain, basado en el drama homónimo Edmond Rostand. El estreno tuvo lugar en el Teatro de la Ópera de Roma, entonces llamado Teatro Real, el 22 de enero de 1936.
En el 2019 se estrenó Edmund: Cartas a Roxane, película francobelga escrita y dirigida por Alexis Michalik, y producida por Alain Goldman. Cuenta la vida de Edmond Rostand, que es un dramaturgo prometedor, pero con obras fracasadas a sus espaldas. En esta Francia de 1897, Edmond conoce al mejor actor del momento, Constant Coquellin, que acepta interpretar su próxima obra, pero Edmond solo tiene el título, Cyrano de Bergerac; aún tendrá que escribir la obra.
En el 48 °Festival de Cine de Telluride se estrenó la versión de 2021, un musical dirigido por Joe Wright y escrita por Erica Schmidt, basada en el musical de Schmidt de 2018 del mismo nombre. El actor Peter Dinklage, popularmente conocido por interpretar a Tyrion Lannister en la serie de HBO Juego de tronos, desempeñó el papel de Cyrano. Por este film, Massimo Cantini Parrini y Jacqueline Durran fueron candidatos al premio al mejor diseño de vestuario en la 94.ª edición de los Premios Óscar. No obstante la película no recibió buenas críticas.

## La obra en España
La pieza se estrenó en el Teatro Español de Madrid el 1 de febrero de 1899, interpretada por Fernando Díaz de Mendoza, María Guerrero y Alfredo Cirera. Volvió a representarse en 1936 con Ricardo Calvo, Adela Calderón y Guillermo Marín; en 1955, con Manuel Dicenta, María Dolores Pradera, José María Seoane, Félix Navarro y Milagros Leal; en el 2000, con Manuel Galiana, Paula Sebastián, Manuel Gallardo, Juan Carlos Naya, Antonio Medina, José Carabias y Ana María Vidal, dirigida por Mara Recatero; en el 2007, con José Pedro Carrión, Lucía Quintana, Cristóbal Suárez y Alberto Iglesias, dirigido por John Strasberg; en el 2014, con Jesús Fajardo y la dirección de Orén Moreno; en el 2018, con José Luis Gil y Ana Ruiz.

## Los personajes
Además del Cyrano de Bergerac histórico protagonista principal de la obra y de las menciones que este hace del escritor Moliere como plagiador de sus versos, al margen de que este último solo es mencionado y no aparece representado como actor en la obra, hay una larga gama de personajes que existieron en la vida real.

### Roxane
Si bien se había cuestionado la existencia real de la idílica Roxane atributéndose su figura a una invención literaria de Rostand son dos personajes reales los que inspiraron al autor a la concepción de Roxane. Por un lado Madeleine Robinau, prima carnal de Cyrano por parte de su madre, esposa del barón de Neuvilette y por otro lado la preciosa Marie Robineau, quien era conocida dentro de dicho movimiento cultural y social bajo el pseudónimo de Roxane.

### Cristian de Neuvillette
Christophe barón de Neuvillette fue el marido de Roxane Madelaine Robinau, primo político de Cyrano que pereció en el sitio de Arrás donde ambos participaron. Es poco lo que se sabe sobre su vida más allá de estos hechos y la principal fuente literaria proviene del clérigo Cyprien.

### Henry le Bret
Un amigo de la infancia y compañero de armas de Cyrano. Llegó a ser gran preboste del Obispado de Montauban

### Lignière
Lignière François Payot, caballero de (1626-1704): poeta satírico y báquico. Debemos su biografía a Émile Magne. El episodio del combate de la torre de Nesle puede considerarse auténtico.

### Ragueneau
Existió verdaderamente (1608-1654). Hijo de un pastelero de la calle Saint-Honoré. Arruinado por los muchos escritores bohemios que frecuentaban su establecimiento, siguió a provincias a la compañía de Molière y la actriz francesa Madeleine Béjart en calidad de despabilador. Rostand se concedió la libertad de hacer de Ragueneau el dueño de un asador-pastelería.

### Montfleury
Jacob, Zacharie, conocido como Montfleury (1660- 1667): actor de la compañía del Hôtel de Bourgogne y protegido de Richelieu, lo que hace que la algarada provocada por Cyrano resulte del todo inverosímil. No obstante, Cyrano arremetió efectivamente contra el actor en una carta satírica titulada Contre un gros homme

### Conde de Guiche
Rostand crea aquí a un personaje imaginario pero sin duda inspirado por diversos condes y duques de Gramont que ocuparon sendos cargos en los ejércitos de Luis XIV Uno de los más populares fue Guy Armand de Gramont contemporáneo del Cyrano histórico.

## Escenas
1. ↑  «Resumen de Cyrano de Bergerac, de Edmond Rostand». www.biografiasyvidas.com. Consultado el 6 de mayo de 2023.
2. ↑  Rostand, Edmond (2017). «Acto I - Escena II».  En Editorial Planeta S.L.U., ed. Cyrano de Bergerac - Tragicomedia en cinco actos en verso. Madrid: Reino de Cordelia S.L. pp. 24.25.26. ISBN 9788416968749. Consultado el 25 de mayo de 2023.
3. 1 2  «Cine en blanco y Negrete: 'Cyrano de Bergerac', la belleza está en el interior». Vozpópuli. 1 de octubre de 2022. Consultado el 6 de mayo de 2023.
4. ↑  «Cyrano de Bergerac de Edmond Rostand».
5. ↑  «I'm a match to Charlie C.D. Bales from Roxanne». www.charactour.com (en inglés). Consultado el 6 de mayo de 2023.
6. ↑  Cartas a Roxane (2018), consultado el 6 de mayo de 2023.
7. ↑  Loser, Jorge (11 de marzo de 2022). «‘Cyrano’: Peter Dinklage destaca como lo mejor de un extravagante musical que nunca logra estar a su altura». Espinof. Consultado el 6 de mayo de 2023.
8. ↑  «¿Existió realmente Cyrano de Bergerac?». www.publico.es. Consultado el 2 de mayo de 2023.
9. ↑  Rostand, Edmond (2016). Cyrano de Bergerac. España: Alianza Editorial. p. 75.
10. 1 2 3 4 5  Rostand,, Edmond (2017). «Acto I - Escena II». Cyrano de Bergerac - Tragicomedia en cinco actos en verso. Madrid: Reino de Cordelia S.L. bajo licencia de Editorial Planeta S.L.U.,. p. 26. ISBN 9788416968749.
11. ↑  Muñoz, Javier (2 de mayo de 2014). «Cyrano contra Fagotin». El Correo. Consultado el 26 de mayo de 2023.
12. ↑  Rostand, Edmond (2017). «Acto I, escena II, cita 10». Cyrano de Bergerac - Tragicomedia en cinco actos en verso. Madrid: Reino de Cordelia S.L. bajo licencia de Editorial Planeta S.L.U. p. 32. ISBN 9788416968749. Consultado el 26 de mayo de 2023.
13. ↑  Rostand, Edmond (2017). «Escena II». Cyrano de Bergerac - Tragicomedia en cinco actos en verso. España: Reino de Cordelia S.L. bajo licencia de Editorial Planeta S.L.U. p. 35.